# جیمز هالیدی (وزنه‌بردار)
جیمز هالیدی (انگلیسی: James Halliday؛ ۱۹ ژانویه ۱۹۱۸ – ۶ ژوئن ۲۰۰۷) وزنه‌بردار اهل بریتانیا بود.
وی در مسابقات کشوری و بین‌المللی در مجموع برندهٔ ۲ مدال طلا، ۱ مدال برنز شده‌است.